# Huang Kunming

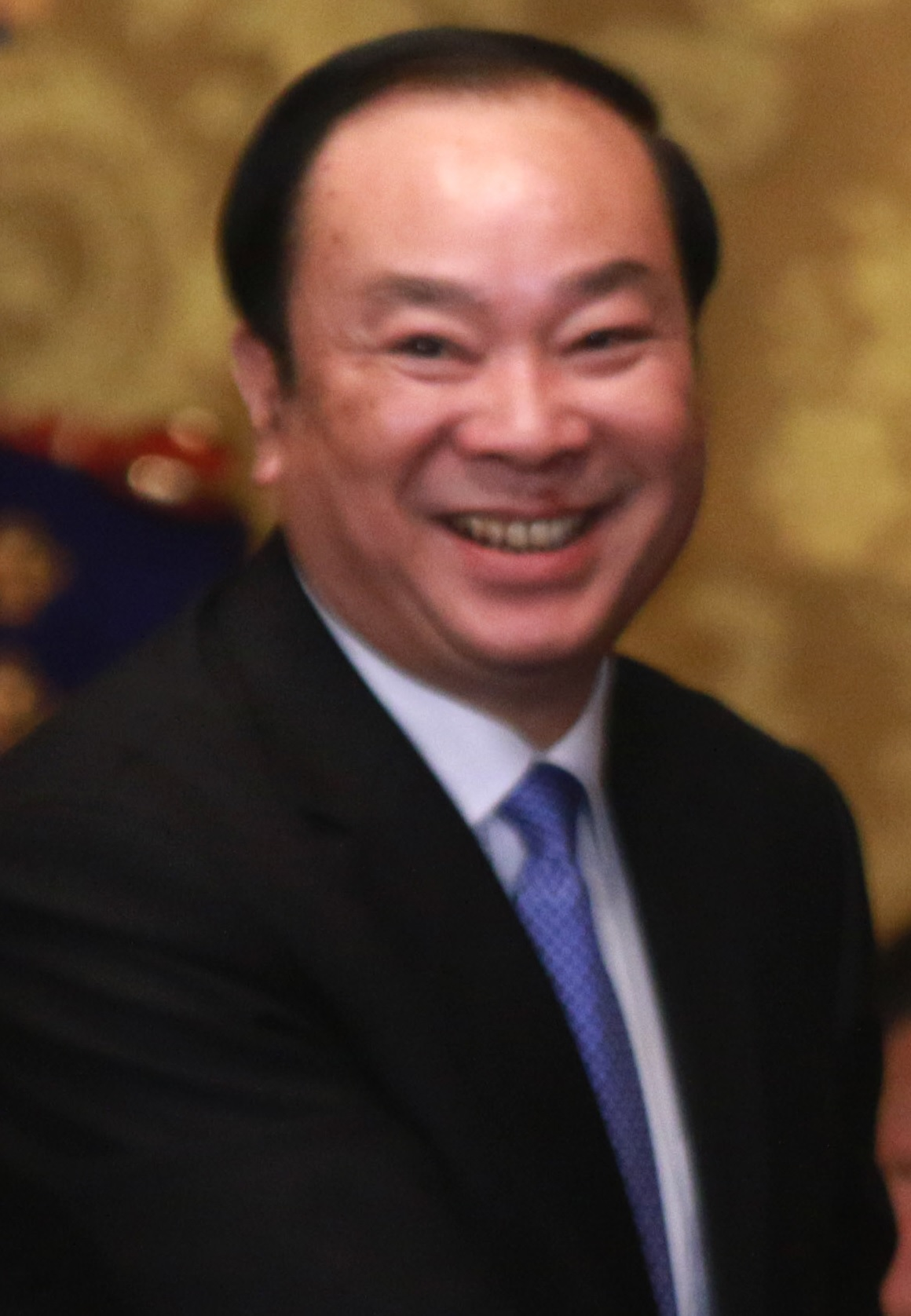
Huang Kunming

Huang Kunming (chinesisch 黄坤明, Pinyin Huáng Kūnmíng; * November 1956 im Landkreis Shanghang in der Provinz Fujian) ist ein chinesischer Politiker und seit Oktober 2017 Mitglied des 19. Politbüros der Kommunistischen Partei Chinas sowie Leiter der Propagandaabteilung bzw. der Abteilung für Öffentlichkeitsarbeit der Kommunistischen Partei Chinas.

## Werdegang
Huang wurde im November 1956 im Landkreis Shanghang in der Provinz Fujian geboren. Er trat im Jahr 1974 in die Volksbefreiungsarmee ein und wurde im Jahr 1976 Mitglied der Kommunistischen Partei Chinas. Von 1978 bis 1982 studierte er an der Fujian Normal Universität. Dreißig Jahre später erhielt er einen Masterabschluss mit der Fachrichtung Öffentliche Verwaltung von der Qinghua-Universität. Außerdem wurde ihm ein Doktortitel für das Fachgebiet Management verliehen.
Nach verschiedenen Posten in der KP Chinas in seiner Heimatprovinz Fujian, wechselte er im Jahr 1999 auf politische Positionen in die Provinz Zhejiang. Von 2010 bis 2013 war er Sekretär des Komitees der Kommunistischen Partei Hangzhous in der Provinz Zhejiang. Huang wurde im Jahr 2012 als stellvertretendes Mitglied des 18. Zentralkomitees der KP Chinas gewählt und im Oktober 2017 in das 19. Politbüro des ZK der KP Chinas einberufen. Er zählt zu den Vertrauten von Präsident Xi Jinping und zur sogenannten Zhejiang Clique, die auch als Neue Zhijiang Armee (chinesisch 之江新军, Pinyin Zhījiāng Xīnjūn) bezeichnet wird, wie der enge Kreis der Verbündeten von Xi genannt wird.

## Politische Ämter für Öffentlichkeitsarbeit
Die Propagandaabteilung des  Zentralkomitees der Kommunistischen Partei Chinas bezeichnet sich selbst in der englischen Übersetzung als Abteilung für Öffentlichkeitsarbeit (Publicity Department). Von Oktober 2013 bis 2015 war Huang stellvertretender Direktor der Propagandaabteilung des Zentralkomitees der Kommunistischen Partei Chinas. Im Januar 2015 wurde er geschäftsführender stellvertretender Direktor und schließlich im Jahr 2017 Direktor der Propagandaabteilung des ZK der KP Chinas. In dieser Funktion äußerte er, dass die Presse in Hongkong nicht von der politische Linien Pekings abweichen dürfe. Die Propagandaabteilung der KP Chinas ist ein wichtiges Organ zur Überwachung der Pressezensur in der VR China.